# Maslak
Maslak est un des principaux quartiers d'affaires d'Istanbul en Turquie, situé sur la rive européenne et dans la partie nord de la ville. Il dépend du district de Sarıyer. 
Il est en compétition avec le quartier voisin de Levent à Beşiktaş et ses nouveaux projets de gratte-ciel. Le terminus nord du métro d'Istanbul se situe à la station Ayazağa en Maslak depuis janvier 2009.

## Détail des constructions
Actuellement, le plus haut gratte-ciel du quartier est le Spine Tower et ses 47 étages. Un gratte-ciel est en construction, le Diamond of Istanbul qui mesurera 270 mètres de hauteur et comprendra 53 étages. Son armature d'acier lui permettra de résister aux tremblements de terre.

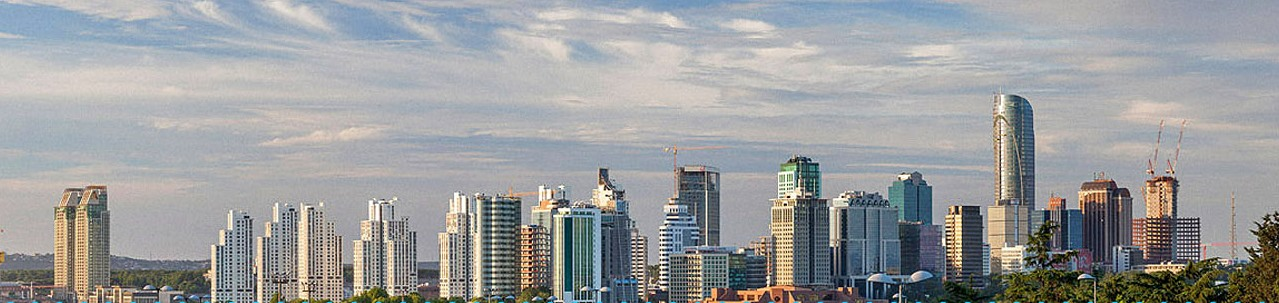
Les gratte-ciel de quartier financier Maslak à Istanbul.